# ТЕС Арар
30°55′35″ пн. ш. 41°3′23″ сх. д. / 30.92639° пн. ш. 41.05639° сх. д.
ТЕС Арар — теплова електростанція на півночі Саудівської Аравії.
Віддалені від основних індустріальних центрів саудійські поселення традиційно забезпечували електроенергією за рахунок теплових електростанцій на нафтопродуктах, які працювали у ізольованому від енергосистеми країни режимі. До таких, зокрема, відноситься ТЕС Арар, що використовує встановлені на роботу у відкритому циклі газові турбіни:
- у 1985-му ввели в дію три турбіни AES потужністю по 20,3 МВт;
- не пізніше 2004-го майданчик підсилили трьома турбінами General Electric з показниками по 18,2 МВт;
- в 2006-му додали дві турбіни General Electric потужністю по 60,2 МВт;
- в середині 2010-х стали до ладу дві турбіни Siemens з показниками по 70,1 МВт.
Таким чином, загальна потужність ТЕС досягнула 376 МВт.
Всі черги станції використовують нафтопродукти.